# ОШ „Благоје Радић” Зупче
Основна школа „Благоје Радић”, налази се у месту Зупче, општинa Зубин Поток на Космету. Зграда школе саграђена је 1923. годинe, а након Другог светског рата, носи садашње име.

## Историја
Школа се налази се у селу Зупче, а подигнули су је мештани села као четворогодишњу 1923. године, о свом троку. Одлуком Скупштине општине Зубин Поток у септембру школске 1964. године постала је осмогодишња школа. Након што је добила статус осмогодишње школе, такође је постала и матична школа, а истурена одељења била су јој у Рујишту и Чабри.
Када је основана, добила је назив Државна основна школа „Свети Сава“, а касније променила име у „Благоје Радић”, по имену бившег ученика ове школе који је погинуо као партизански борац, а чије име носи и данас.
Наставу у школи похађају деца из сеља Зупча, Доњих Варага, Јагњенице и Прелеза. Школска зграда користи се за реализацију васпитно-образовног рада, а у њој се налази адаптирани информатички кабинет, наставничка канцеларија, канцеларија за директора, једна канцеларија за педагога, психолога, административно-финансијског радника и секретара школе, просторија за помоћно особље и котларница, док се санитарни чвор налази у одвојеној просторији. Школа поседује велико школско игралиште са теренима за мали фудбал, кошарку, и одбојку.
Поправке и адаптација школске зграда извршене су 2002. године, а радове је финансирала НВО „Children on the edge”. Замењена је кровна конструкција, подови, електро-инсталација, столарија и уведено је централно грејање. Након тога изграђена је и просторија за смештај огрева. Школи данас и даље фале просторије за школску радионицу, за наставу ТИО, просторије за кабинетску наставу и фискултурна сала.
У истуреном одељењу у Рујишту нема ученика, а школска зграда је потпуно руинирана.